# Kom hem som nån annan
Kom hem som nån annan är Emil Jensens debutalbum. Albumet utgavs den 27 oktober 2004.

## Låtlista
1. "Kom hem som någon annan" - 3:44
2. "Naken ner på knä" - 2:49
3. "Längs hörnen" - 4:21
4. "Hela vägen ner" - 3:15
5. "Bud från april" - 3:16
6. "Ond igen" - 3:53
7. "Sönderblåst slätt" - 2:49
8. "Telefonkiosk" - 4:18
9. "Flod utan banker" - 4:11
10. "Väck mig inte imorgon" - 4:15